# Preah Ko
Preah Ko – hinduistyczna świątynia w Kambodży, zbudowana za panowania Indrawarmana I.

## Historia
Świątynia Preah Ko została zbudowana w Hariharalaji na rozkaz Indrawarmana I i poświęcona w 880 roku, za jego panowania. Trzy mniejsze wieże poświęcone były przodkom monarchy i ich małżonkom, a centralna Dżajawarmanowi II (oraz Śiwie – jego bóstwu opiekuńczemu), założycielowi Angkoru. Kompleks został odkryty przez Europejczyków w XX wieku, a odnowiony dzięki finansowaniu niemieckiego rządu w latach 90. tego wieku.

## Galeria

Preah Ko
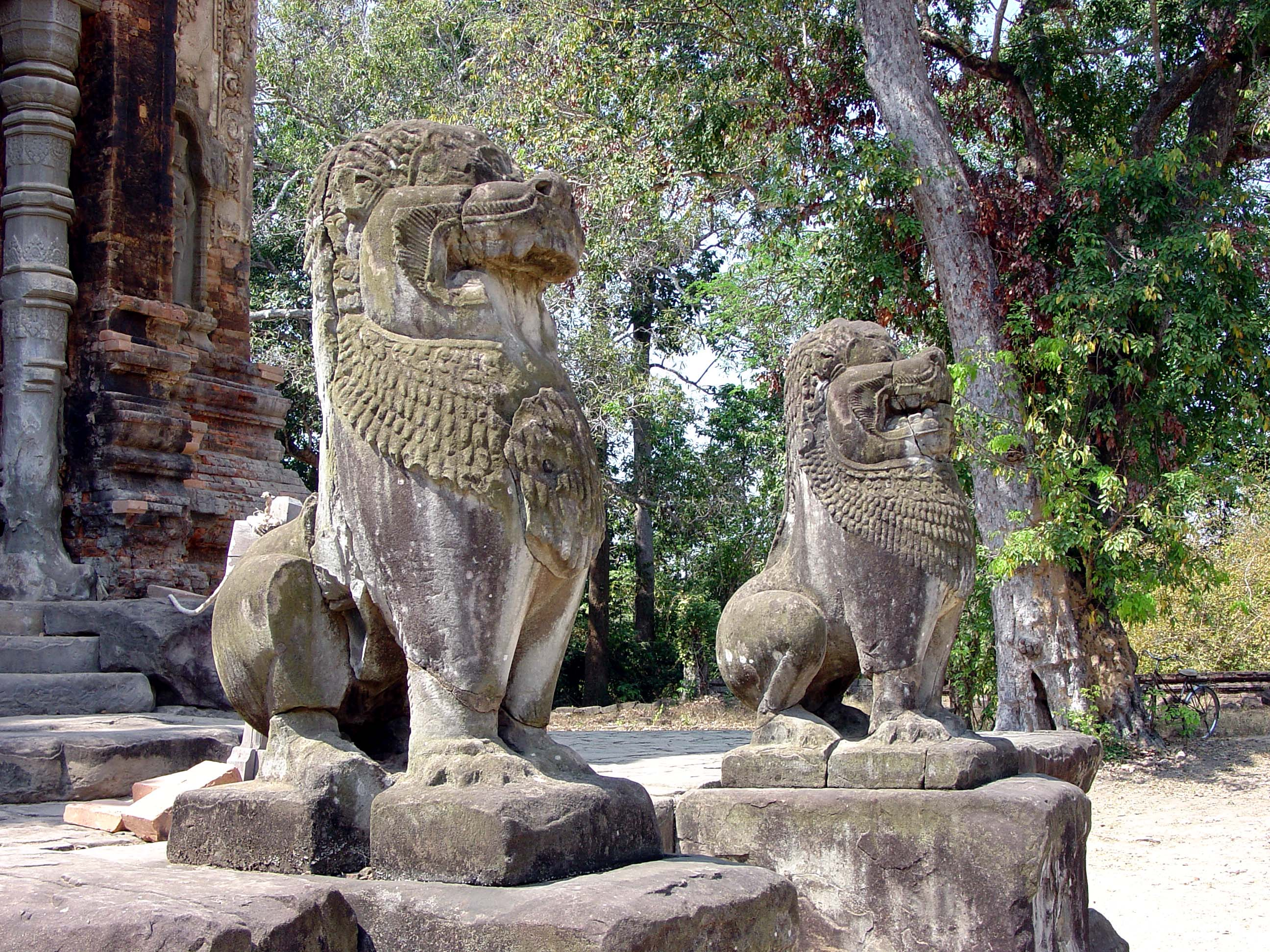
Wejście do świątyni
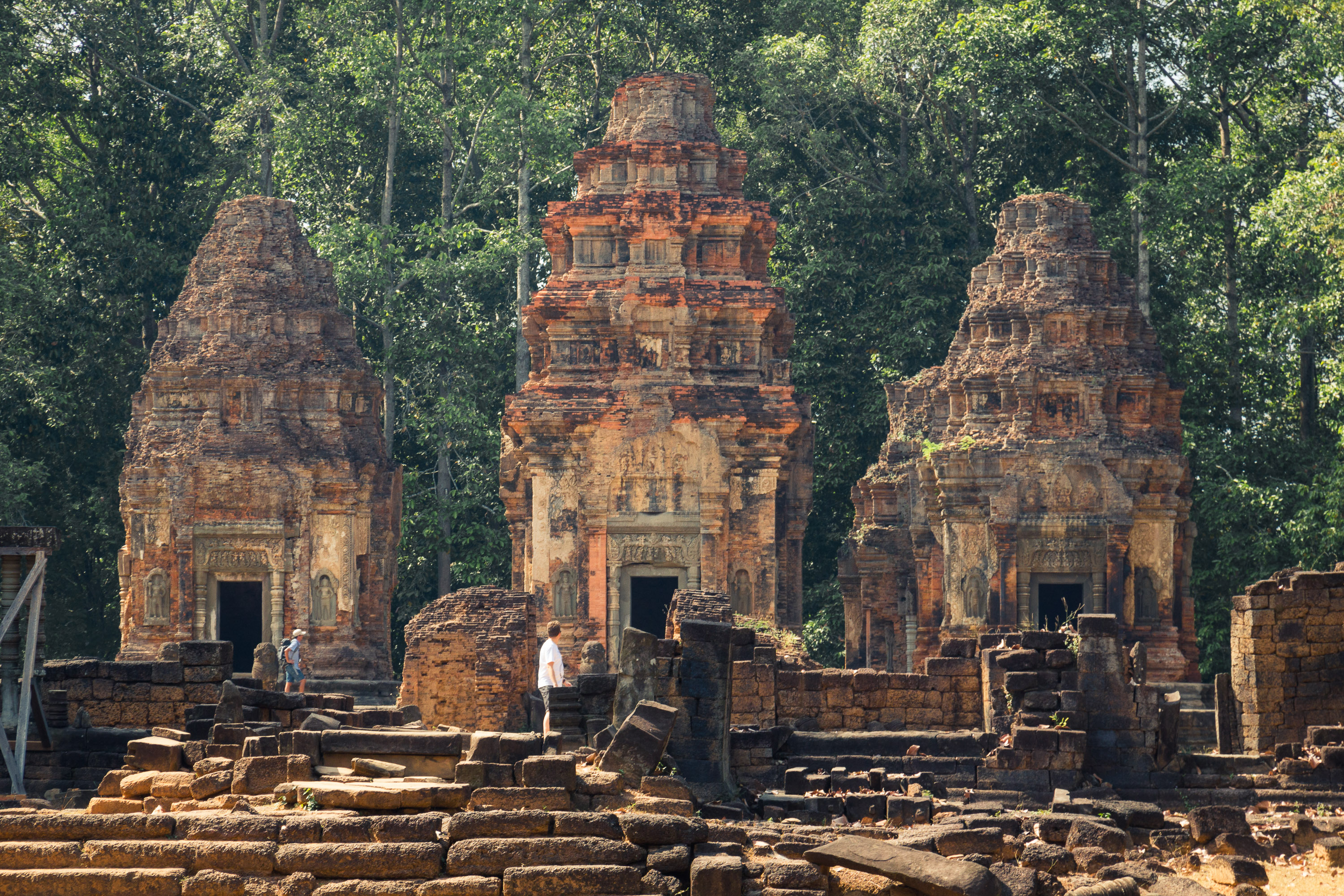
Fasada świątyni
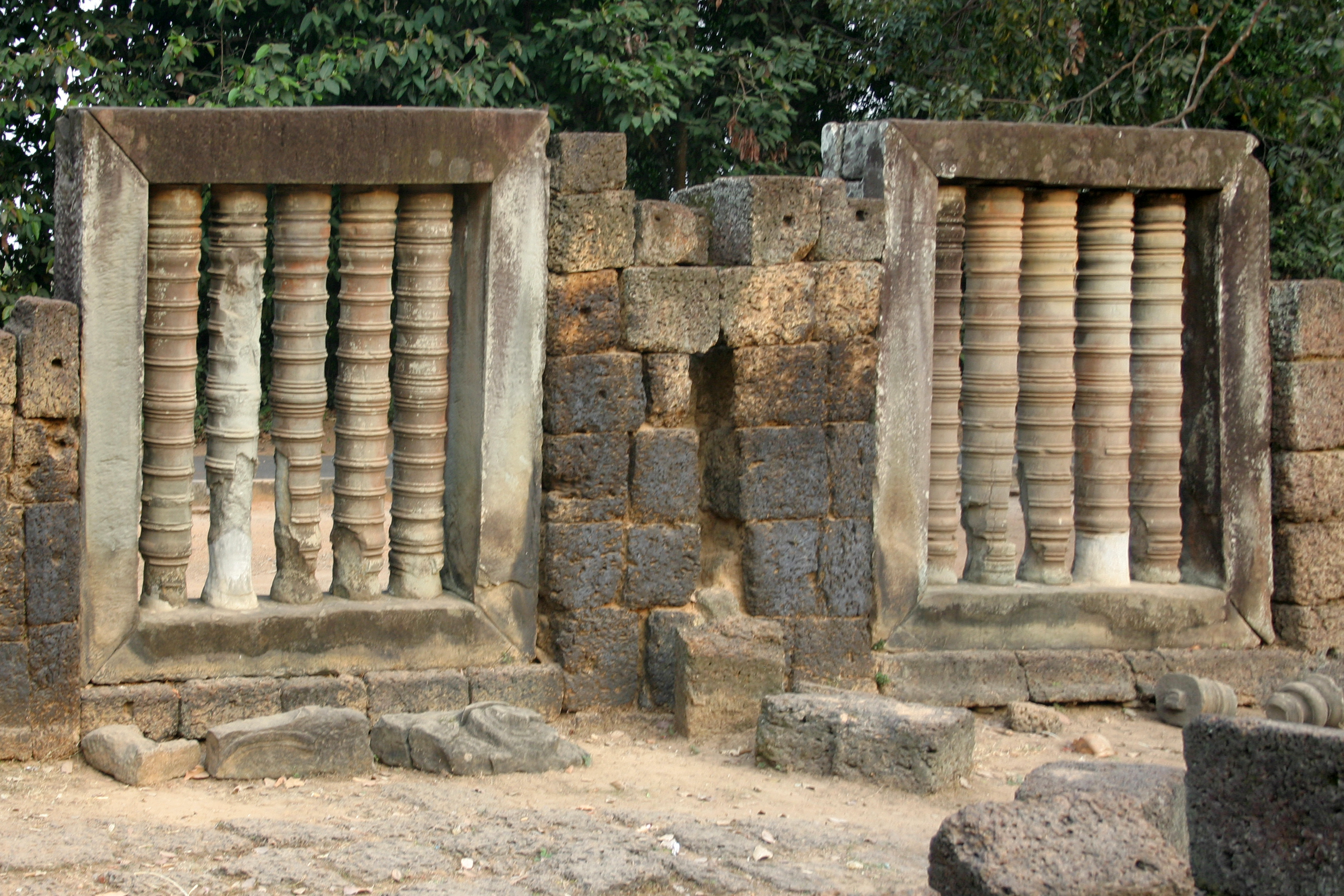
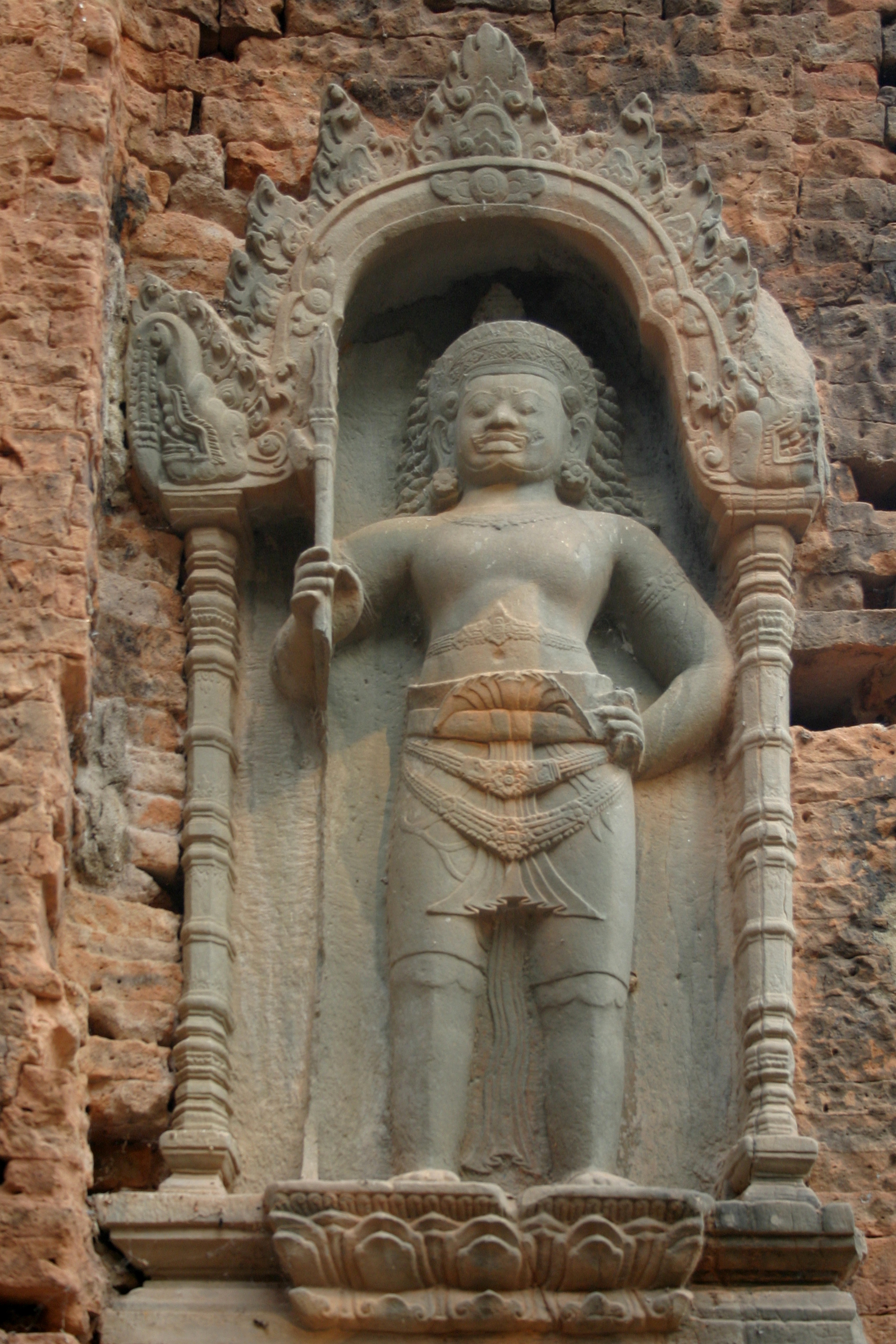
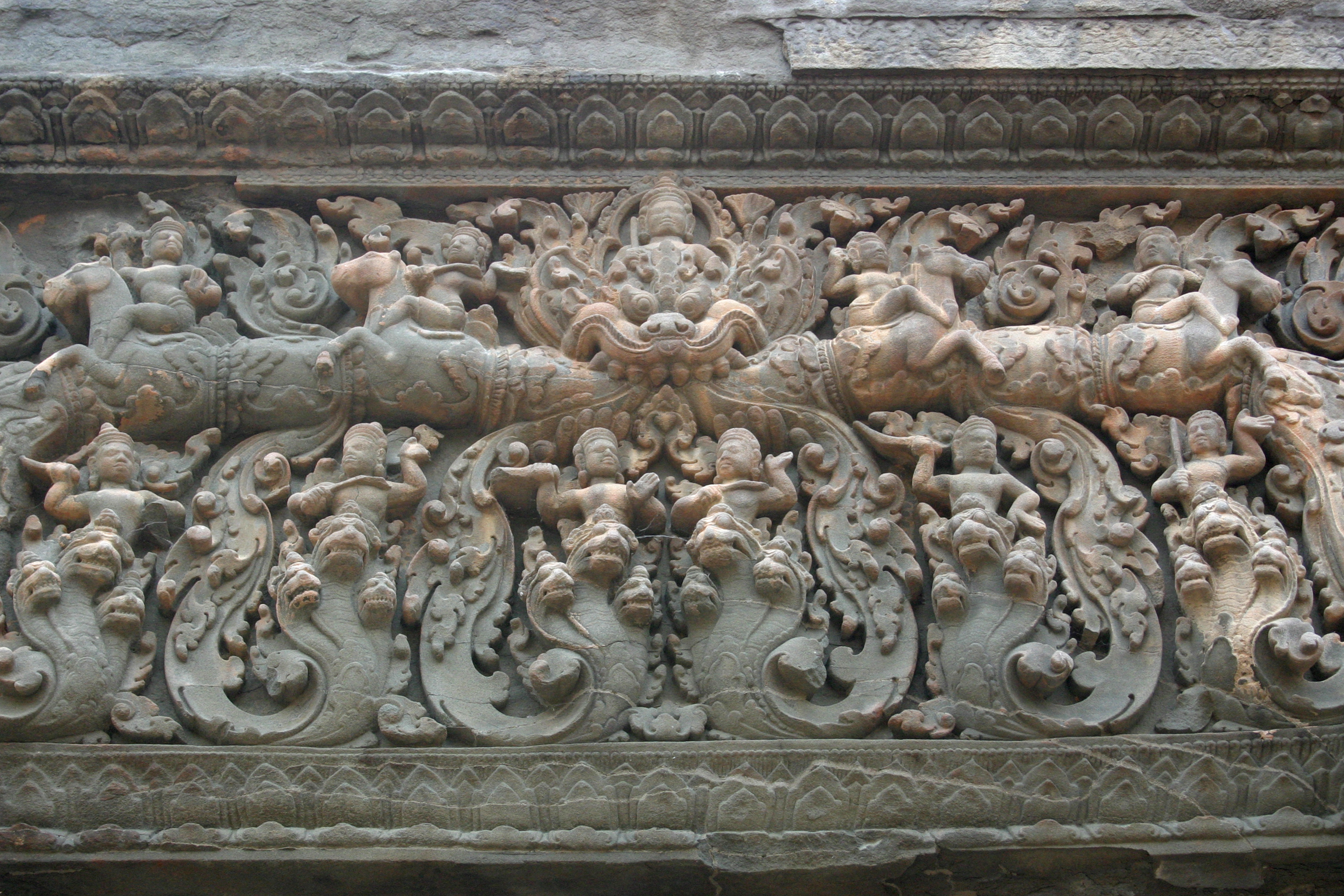
Reliefy
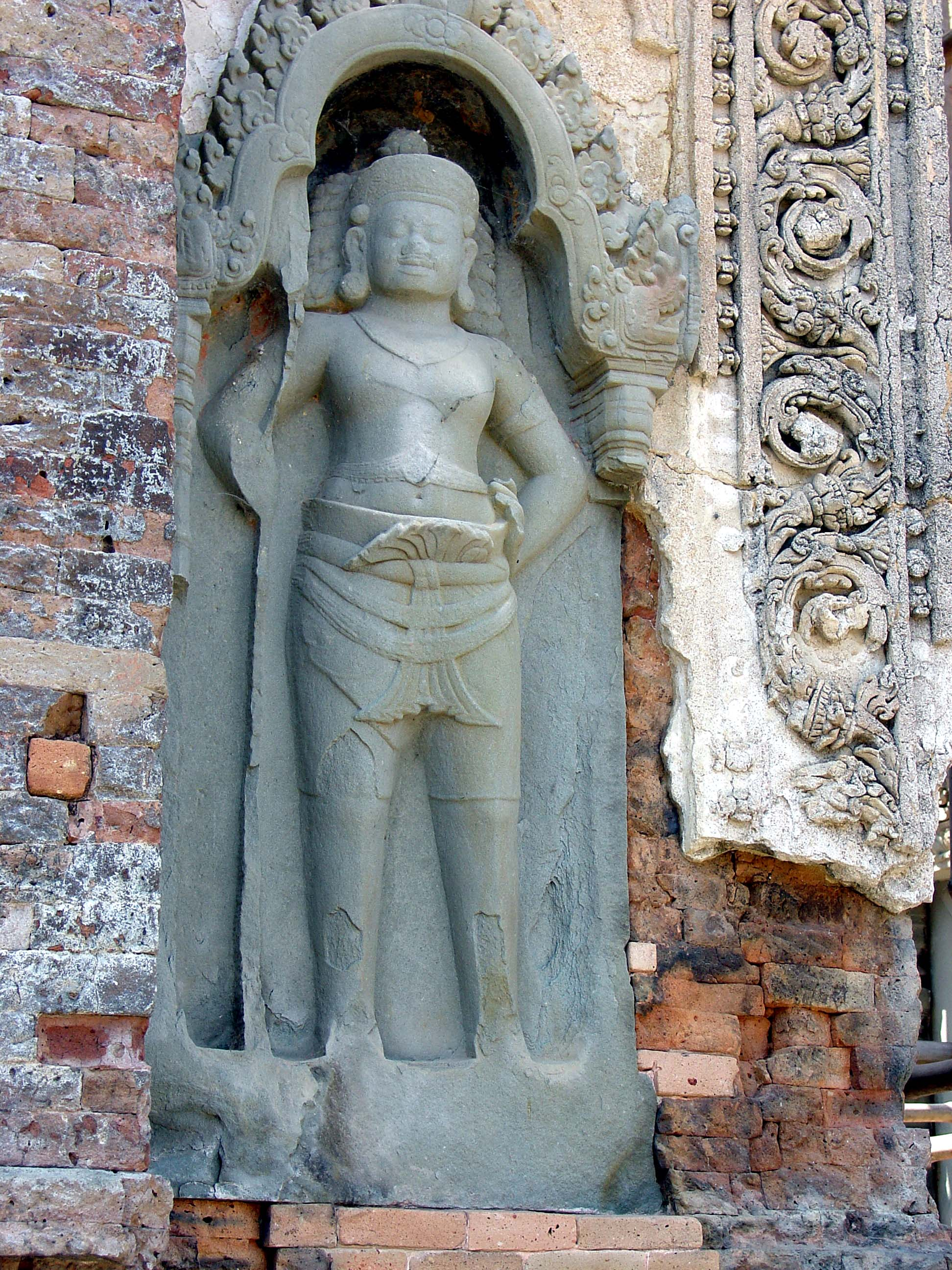
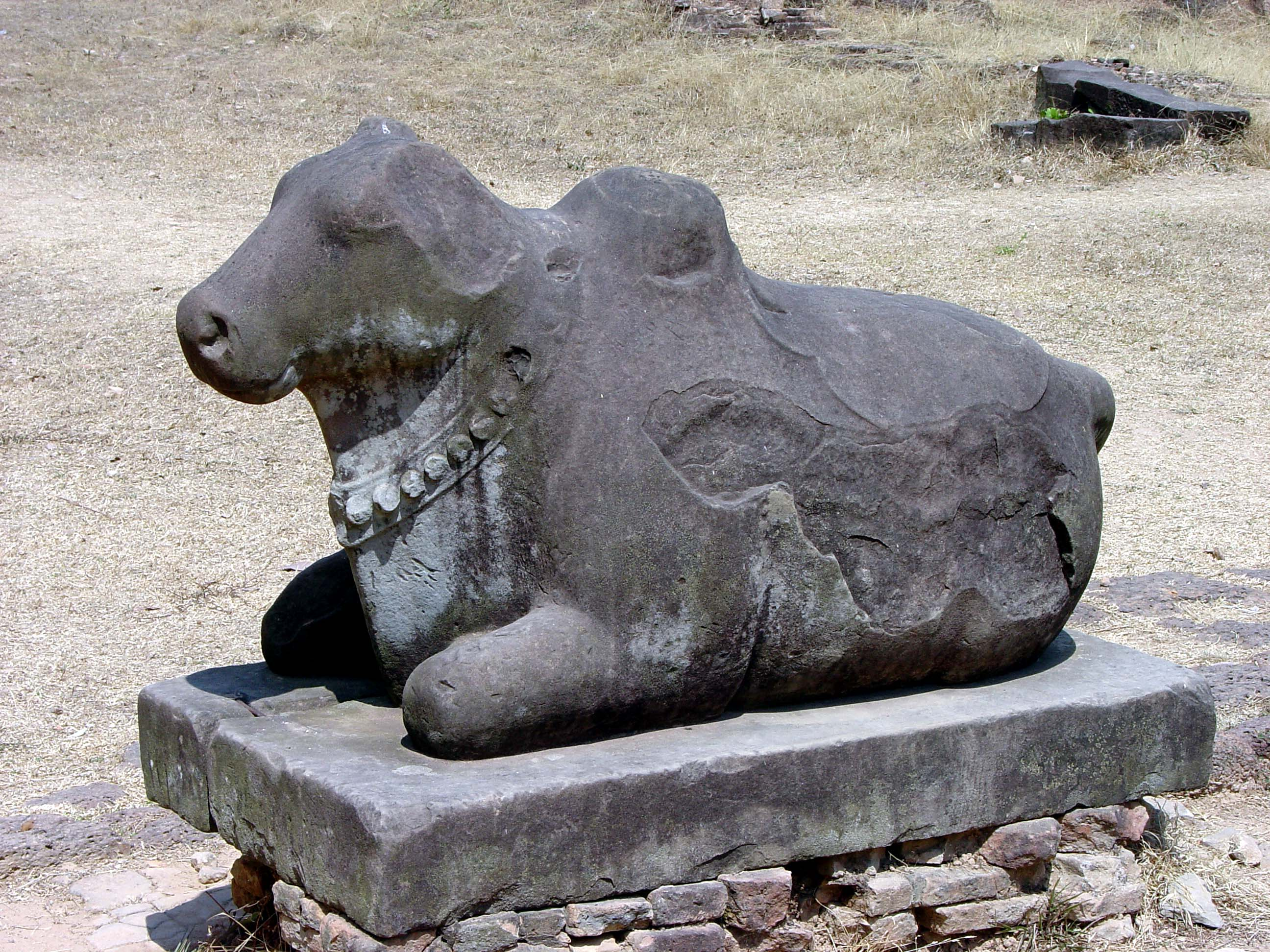
Rzeźba Nandina, byka Śiwy. Dosłowna nazwa świątyni oznacza "Święty Byk"
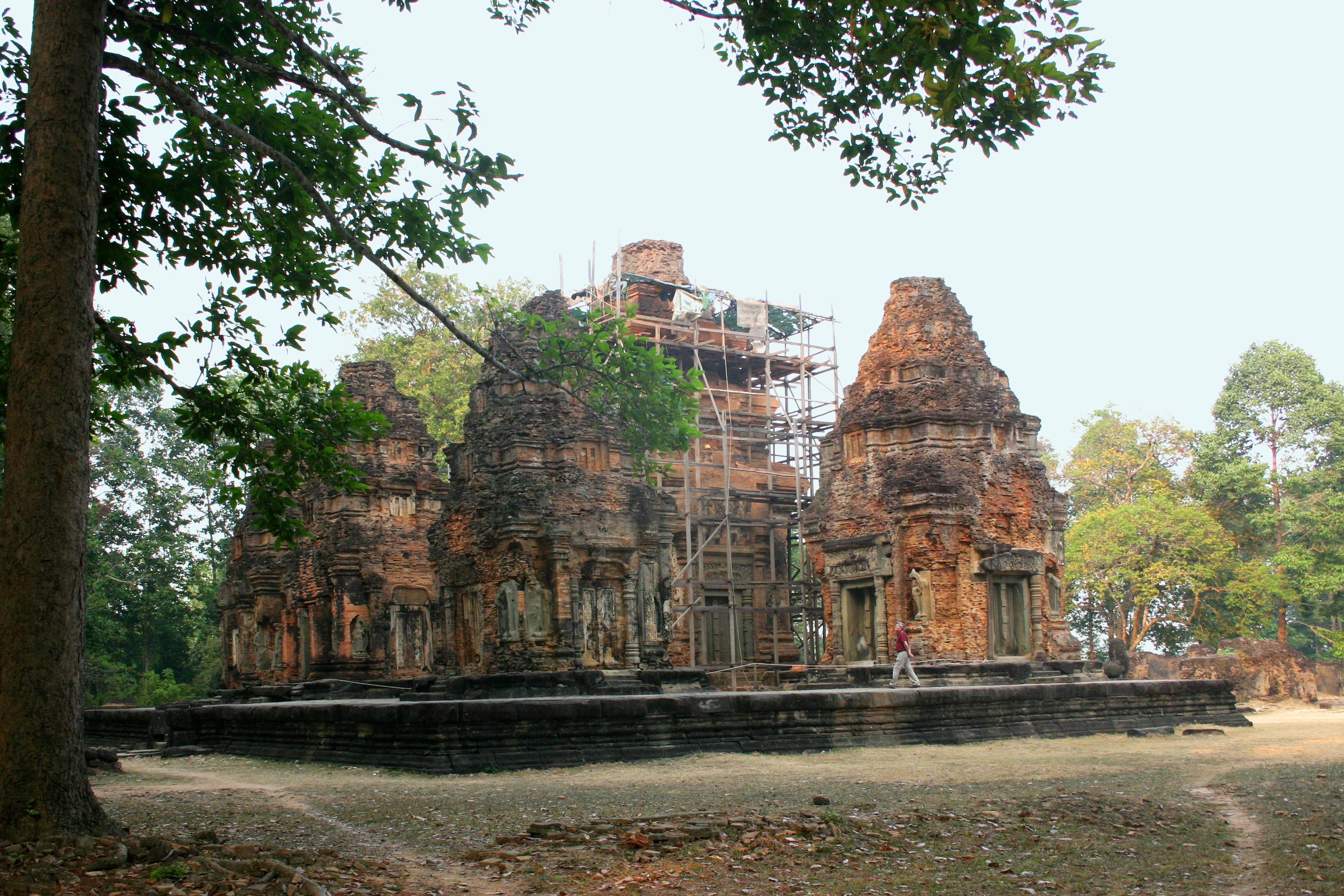
Preah Ko w trakcie renowacji (2007)
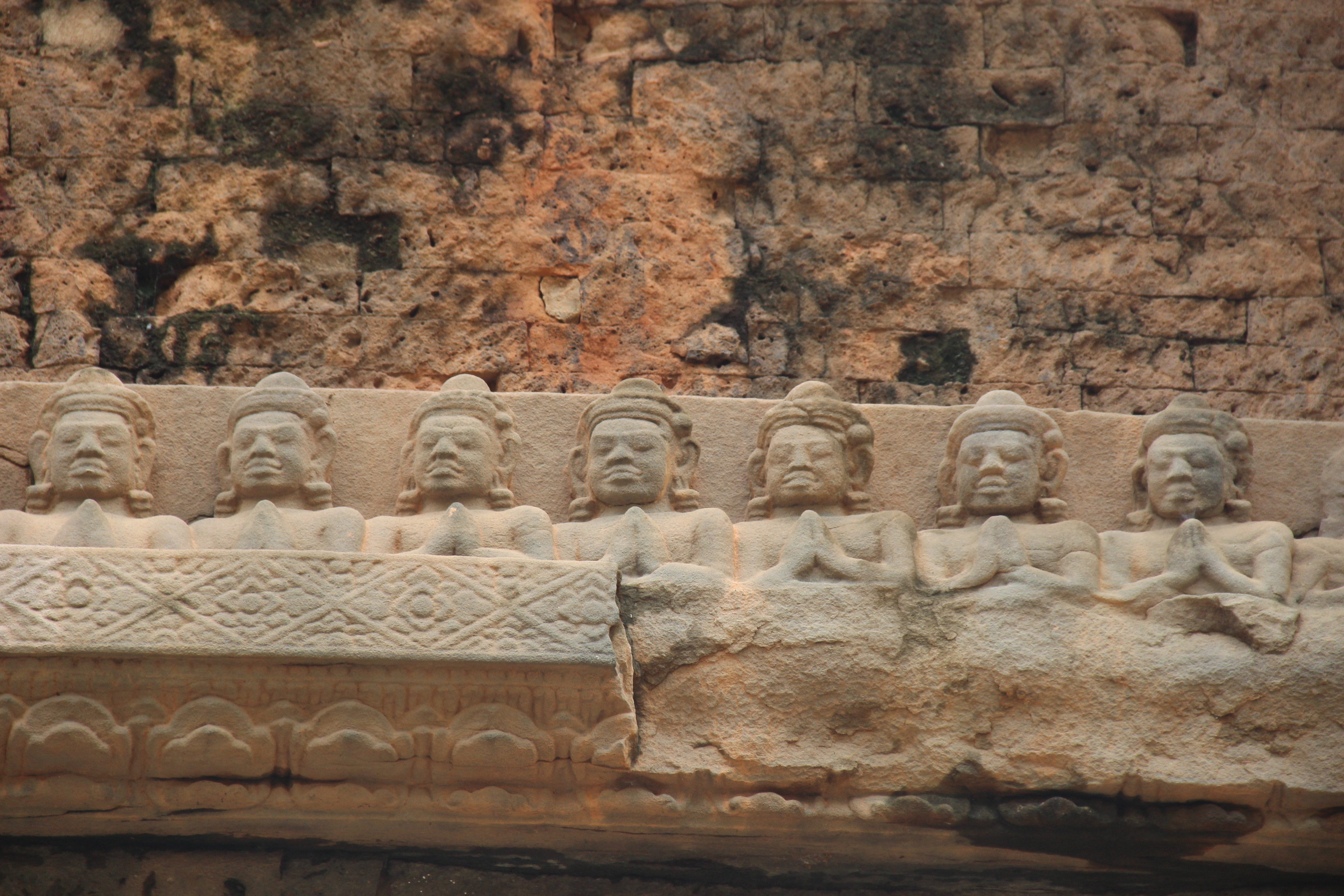
Rzeźby
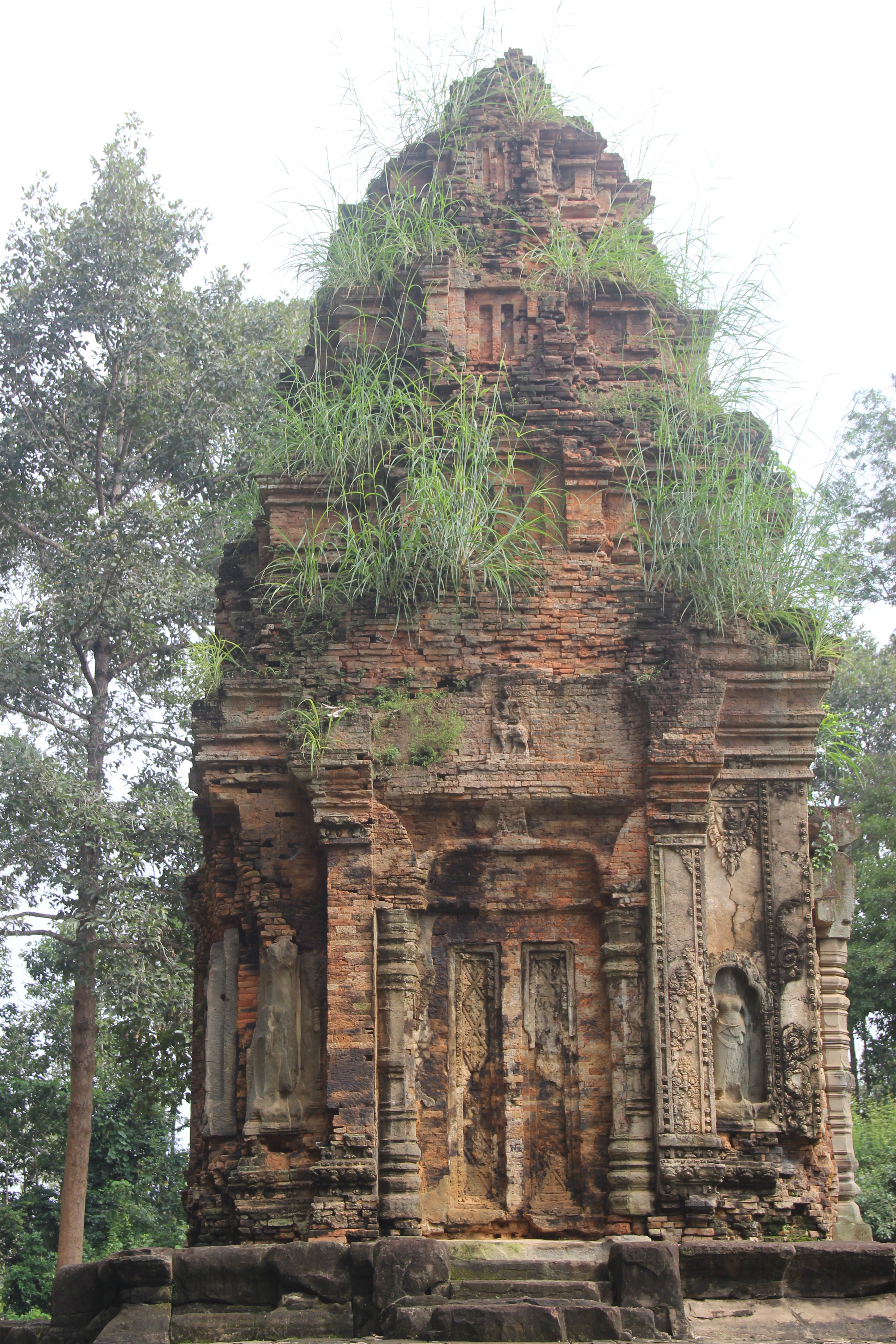
Jedna z wież
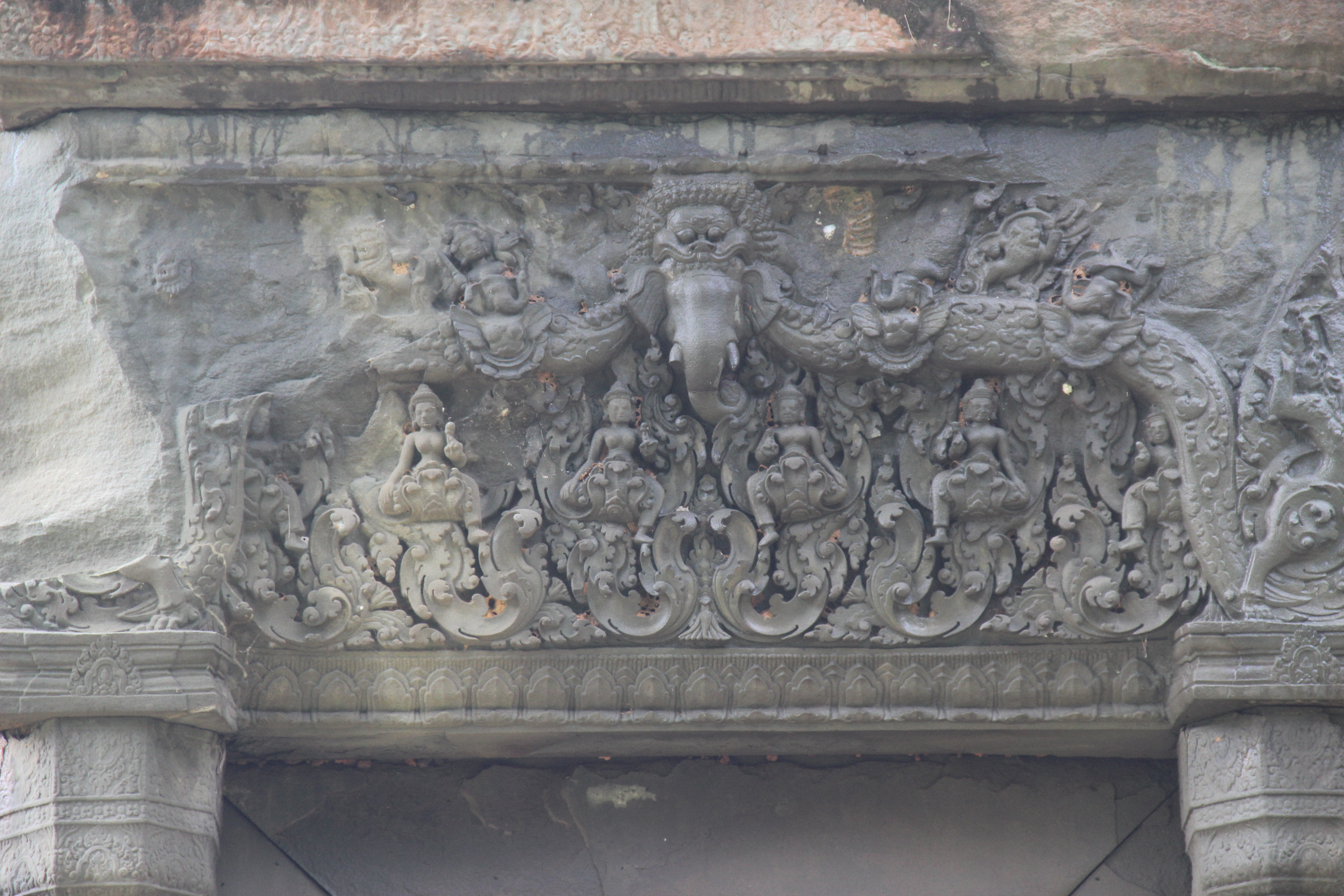
Reliefy
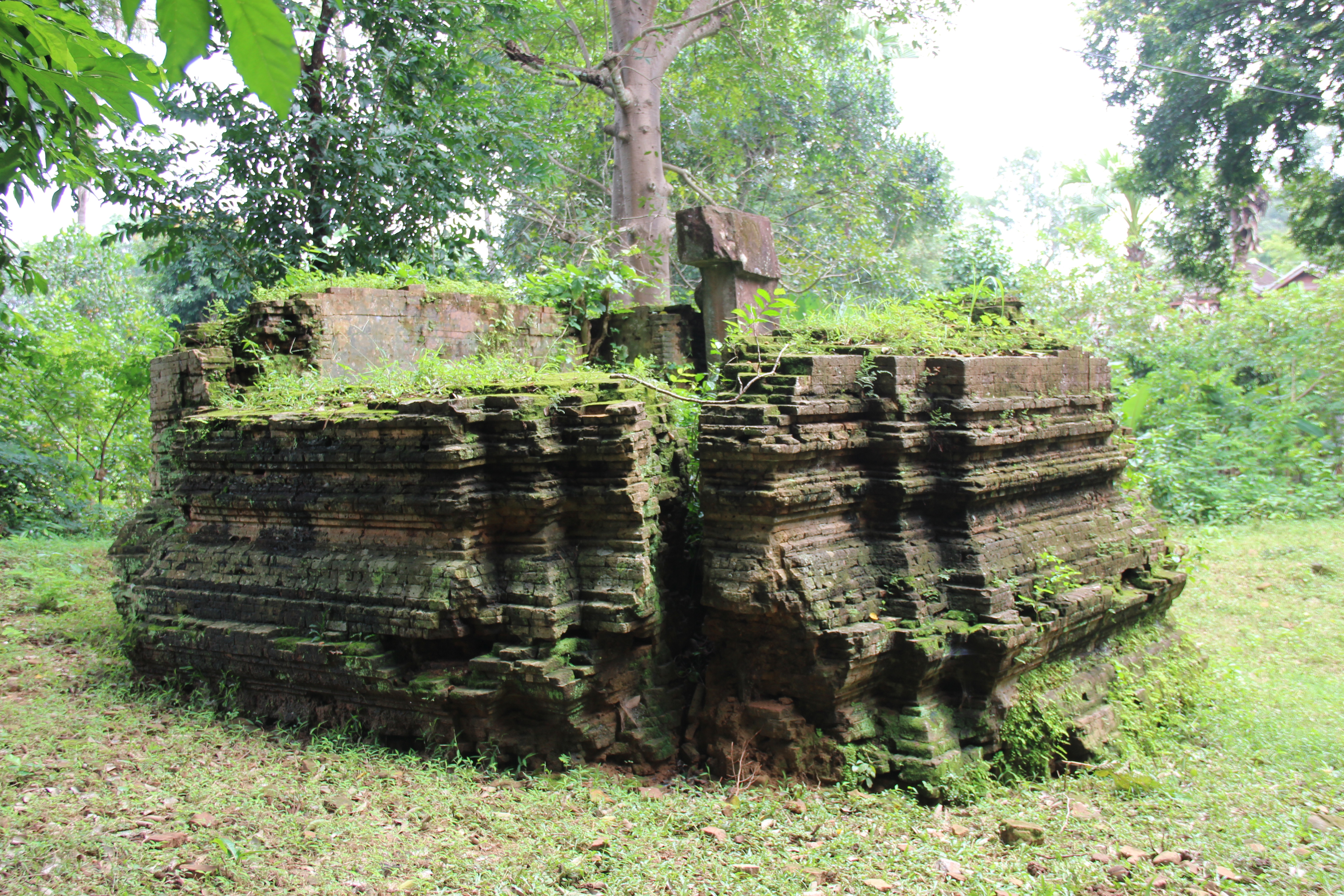
Wieża między Preah Ko i świątynią Bakong